# How Great Is Your Love
"How Great Is Your Love" (Hangul: 봄날; romanized: Bomnal; literally: Spring) là một bài hát R&B được hát bởi nhóm nhạc nữ Hàn Quốc Girls' Generation. Nó được bao gồm trong album phòng thu thứ ba của họ The Boys, và được phát hành trên kĩ thuật số vào ngày 19 tháng 10 năm 2011 dưới nhãn hiệu của SM Entertainment.

## Sản xuất
Trang thông tin về âm nhạc Naver Music mô tả bài hát được thuộc thể loại ballad-R&B. "How Great Is Your Love" được sản xuất bởi nhạc sĩ Jean T. Na và Jenny Hyun trong lần hợp tác đầu tay của mình với nhóm. Các nhạc cụ sử dụng là một sự kết hợp của trống, piano và âm thanh bass. Thành viên của Girls' Generation - Sooyoung đã viết lời bài hát, cho thấy quá trình chuyển đổi giữa cảm xúc buồn và tươi sáng giống như thay đổi mùa.

## Quảng bá
Vào ngày 21 tháng 10 năm 2011, các cô gái biểu diễn ca khúc khi là khách mời trong chương trình Kiss The Radio. Vào ngày hôm sau, cả nhóm đã biểu diễn " How Great Is Your Love" trên Show! Music Core được phát sóng trực tiếp trên đài MBC. Girls' Generation cũng đã trình diễn bài hát vào ngày 17 tháng 11 năm 2011 trong M! Countdown. Vào năm 2013, nhóm đã biểu diễn ca khúc này trong các đêm diễn ở Seoul và Đài Bắc, thuộc khuôn khổ tour diễn vòng quanh thế giới - Girls' Generation World Tour Girls & Peace.

## Bảng xếp hạng
| Bảng xếp hạng           | Vị trí cao nhất |
| ----------------------- | --------------- |
| Gaon Chart (đĩa đơn)    | 27              |
| Billboard K-Pop Hot 100 | 31              |